# Elvis Scott
Elvis Geovany Scott Ruiz, meglio noto come Elvis Scott (Puerto Cortés, 1º agosto 1978), è un ex calciatore honduregno, di ruolo attaccante.

## Carriera

### Nazionale
Nel 2000 ha partecipato, insieme alla selezione honduregna, ai Giochi della XXVII Olimpiade di Sydney.

## Palmarès

### Club

#### Competizioni nazionali
- Campionato honduregno: 2

Marathon: 2001-2002 Apertura
Olimpia: 2003-2004 Clausura
- Campionato cinese: 1

Changchun Yatai: 2007